# Prison de Litla-Hraun
Fangelsið Litla-Hrauni
La prison de Litla-Hraun (en islandais : Fangelsið Litla-Hrauni) est la seule prison d'Islande comportant un quartier de haute sécurité. Elle est située dans le Sud-Ouest du pays, à Eyrarbakki, au bord de l'océan Atlantique. En islandais, Litlahraun signifie « petite coulée de lave ».

## Population carcérale
La prison héberge généralement une centaine de prisonniers. L'Islande est le pays européen qui affiche le moins de prisonniers par habitant (46,8 détenus pour 100 000 habitants) et la plus grande proportion de prisonnières dans le continent (9,8 % des détenus).

## Histoire
En 2014, les architectes Dagný Bjarnadóttir et Hildur Gunnarsdóttir mettent au point un modèle de banc en aspic d'Alaska que les détenus de Litla-Hraun fabriquent pour financer un fonds destiné à aider les enfants des prisonniers.
En 2016, les détenus se plaignent de l'usage exclusif de la langue islandaise dans l'enceinte des bâtiments alors que plusieurs détenus ne parlent que l'anglais. En 2018, le designer Búi Bjartmar Aðalsteinsson développe des solutions lucratives pour développer les aptitudes socio-mentales des prisonniers. En 2019, la prison est critiquée pour ne pas offrir de services de psychiatrie à ses détenus depuis plus de 5 ans.